# Ropalidia canaria
Ropalidia canaria är en getingart som beskrevs av Evelyn Cheesman 1952.
Ropalidia canaria ingår i släktet Ropalidia och familjen getingar. Inga underarter finns listade i Catalogue of Life.